# Дексамен
Дексамен (др.-греч. Δεξαμενός) — персонаж древнегреческой мифологии. Сын Ойкея, царь Олена (Ахайя). Отец Мнесимахи (по Диодору, Ипполиты). Кентавр Евритион принуждал отдать ему в жены Мнесимаху, Дексамен сосватал её за Азана. Дексамен позвал Геракла, и тот убил Евритиона.
Дочери-близнецы Фероника и Ферефона выданы замуж за Ктеата и Еврита. По словам Павсания, «у тех, кто писал поэмы о Геракле и его подвигах, любимой темой повествования является Дексамен». По версии, отец Деяниры. Действующее лицо трагедий Иофонта и Клеофонта «Дексамен».